# Pogostemon peguanus
Pogostemon peguanus là một loài thực vật có hoa trong họ Hoa môi. Loài này được (Prain) Press miêu tả khoa học đầu tiên năm 1982.